# Chimena qiong
Espèce
Chimena qiong est une espèce d'araignées aranéomorphes de la famille des Mysmenidae.

## Distribution
Cette espèce est endémique de Hainan en Chine.

## Description
Le mâle holotype mesure 0,63 mm et la femelle paratype 0,72 mm.

## Systématique et taxinomie
Cette espèce a été décrite par Lin et Li en 2022.

## Étymologie
Son nom d'espèce lui a été donné en référence au lieu de sa découverte, Qiong, autre nom de Hainan.

## Publication originale
- Lin & Li, 2022 : « Chimena gen. nov., a new spider genus (Araneae, Mysmenidae) from China, with descriptions of two new species and a new combination. » ZooKeys, vol. 1125, p. 69-86 (texte intégral).